# جنوب بلاد الشام

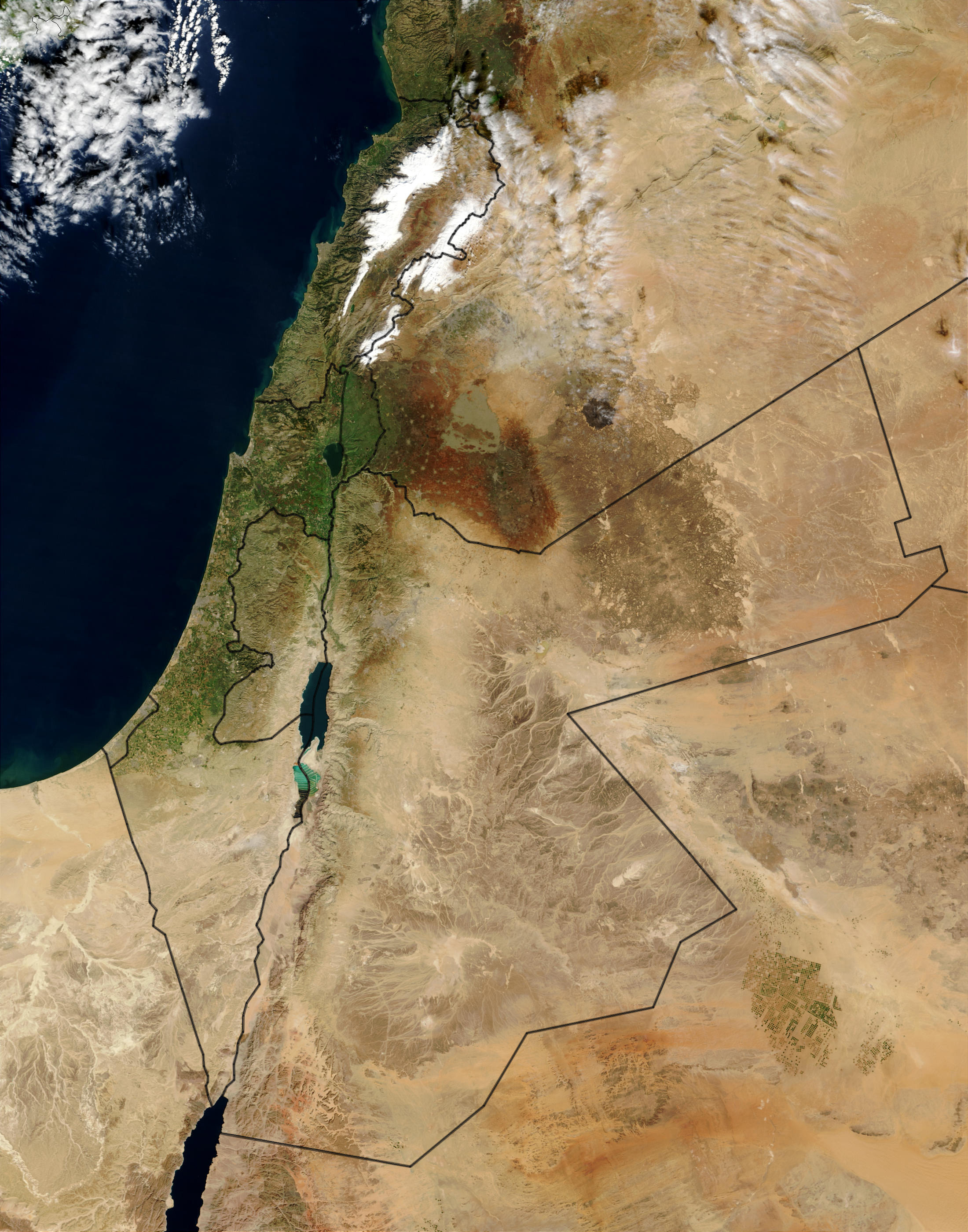
صور فضائية لبلاد الشام الجنوبية

جنوب بلاد الشام أو سوريا الجنوبية هي المنطقة الجغرافية التي تشمل النصف الجنوبي من بلاد الشام. وهي تطابق تقريبا في العصر الحديث فلسطين التاريخية والأردن. وتشمل بعض التعاريف أيضا جنوب لبنان، جنوب سوريا و/أو شبه جزيرة سيناء. كما وصف الجغرافي بدقة، ويستخدم في بعض الأحيان من قبل علماء الآثار والمؤرخين لتجنب الدلالات الدينية والسياسية للأسماء الأخرى للمنطقة.
جنوب بلاد الشام منطقة قاحلة تتكون في الغالب من الصحراء والسهوب الجافة، مع شريط رفيع من المناطق الرطبة ذات المناخ المعتدل على طول ساحل البحر الأبيض المتوسط. من الناحية الجغرافية يهيمن عليها وادي الأردن، وقسم من وادي الصدع العظيم الذي يقطع المنطقة بمحور شمالي جنوبي يضم بحيرة طبريا ونهر الأردن والبحر الميت، أخفض نقطة على سطح اليابسة.
منطقة جنوب بلاد الشام لديها تاريخ طويل وهي واحدة من المناطق الأكثر بحثاً من قبل علماء الآثار في العالم. من المرجح أن تكون المنطقة من أوائل الأماكن التي استوطنها البشر في وقت مبكر بعد الخروج من أفريقيا، وبالتالي لديها أثار غنية من العصر الحجري، تعود إلى وقت مبكر قبل 1.5 مليون سنة.

## مصطلحات

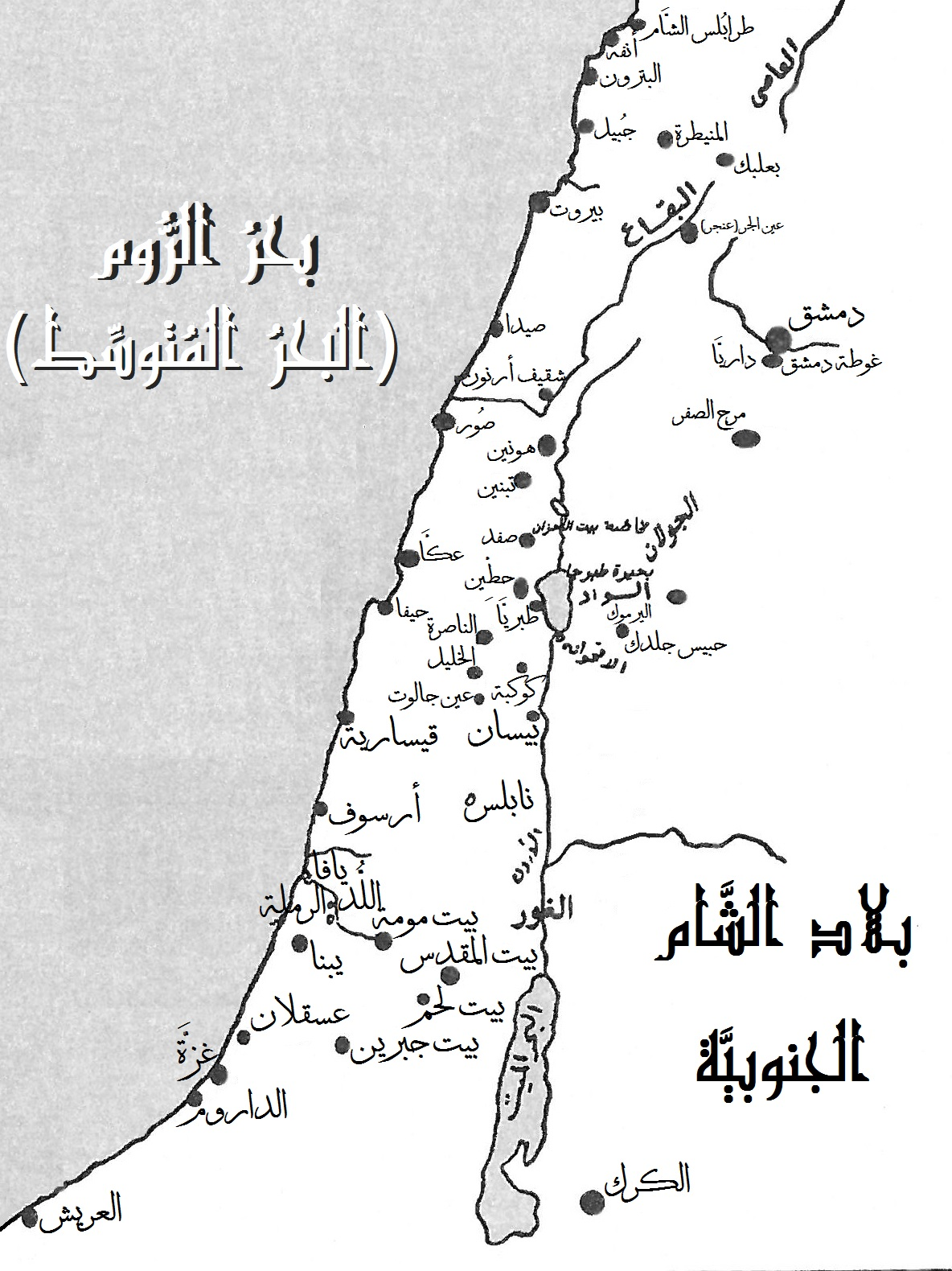
خارطة تُبيِّن بلاد الشَّام الجنوبيَّة

تشير بلاد جنوب الشام إلى النصف السفلي من بلاد الشام ولكن هناك بعض التباين في التعريف الجغرافي، مع تعريف أوسع بما في ذلك فلسطين التاريخة والأردن ولبنان وجنوب سوريا وصحراء سيناء. في مجال علم الآثار جنوب بلاد الشام هي "المنطقة التي تم تحديدها سابقا باسم سوريا وفلسطين وبما في ذلك الكنعان.

## الجغرافية
تقع جنوب بلاد الشام على الساحل الشرقي للبحر الأبيض المتوسط، في الشرق الأدنى والشرق الأوسط أو غرب أو جنوب آسيا. يحدها من الشرق والجنوب الشرقي والجنوب الغربي من الصحراء السورية والصحراء العربية وشبه جزيرة سيناء. وتشمل بعض التعاريف أجزاء من هذه الصحاري في المنطقة. ويعتبر نهر الليطاني عادة على الخط الفاصل بين جنوب بلاد الشام وشمال بلاد الشام (أي سوريا)، أو في بعض الأحيان نهر العاصي، وفي وسط لبنان أيضا.

## الاكتشافات الأثرية
تعتبر الآثار في جنوب بلاد الشام عموما على شكل سلسلة من المراحل أو مراحل في التنمية الثقافية والتطور الإنسان، بالنسبة للجزء الأكبر، على الأدوات التكنولوجيا لفترات مبكرة ما قبل التاريخ.